# Jean Murat
Jean Murat (* 13. Juli 1888 in Périgueux; † 4. Januar 1968 in Aix-en-Provence) war ein französischer Schauspieler.

## Leben
Jean Murat begann sein Berufsleben als Journalist, wobei er bis zum Ausbruch des Ersten Weltkriegs mehrere Jahre in Deutschland tätig war und fließend Deutsch sprach. Während des Kriegs verbrachte Murat einen Teil seines Militärdienstes in den USA und wurde dort etwa 1920 von dem Regisseur Fred Niblo entdeckt. Er spielte eine Kleinstrolle in dessen Film Sex (1920); ab 1922 folgten regelmäßig Engagements beim Film. Mit dem Übergang zum Tonfilm gelang es Murat, mit der Verkörperung von Adligen und romantischen Helden, ein sehr populärer Darsteller zu werden. 
Nachdem er bereits einige Auftritte im späten deutschen Stummfilm hatte, trat er in zahlreichen französischen Versionen deutscher Filmproduktionen auf, wo er häufig Hans Albers’ Part übernahm – so in den französischen Fassungen von Die Nacht gehört uns (1930), Hans in allen Gassen (1930), Bomben auf Monte Carlo (1931), Der Sieger (1932), Der weiße Dämon (1932), F.P.1 antwortet nicht (1932) und Ein gewisser Herr Gran (1933). In den 1930ern war Murat für einige Jahre mit seiner Berufskollegin Annabella verheiratet. Außer einer tragenden Rolle in Jacques Feyders La kermesse héroïque (1935) erhielt er ab Ende der 1930er Jahre nur noch Angebote in zweitklassigen Filmen und in den Nachkriegsjahren boten sich ihm zusehends nur noch Nebenrollen.

## Filmografie (Auswahl)
- 1926: Carmen
- 1926: Die seltsamen Abenteuer eines Piloten (La proie du vent)
- 1927: Valencia
- 1927: Duell in den Lüften (Duel)
- 1927: Der Anwalt des Herzens
- 1927: Heimweh
- 1928: Flucht aus der Hölle
- 1928: Das Karussell des Todes
- 1929: Die Flucht der Delia (L’évadée)
- 1929: La nuit est à nous
- 1930: Masken
- 1930: Der Liebesmarkt
- 1931: Paris-Méditerranée
- 1932: I.F.1 ne répond plus
- 1933: Fräulein Josette, meine Frau (Josette, ma femme)
- 1933: Die Schloßherrin vom Libanon (La châtelaine du Liban)
- 1933: Der Mann mit dem 100 PS (L’homme à l’Hispano)
- 1934: Die Privatsekretärin heiratet (Dactylo se marie)
- 1935: Blutsbrüder 1918 (L’Équipage)
- 1935: La kermesse héroïque
- 1936: Anne-Marie
- 1942: Frau am Kreuzweg (La femme perdue)
- 1943: Der ewige Bann (L’éternel retour)
- 1947: Die Festung der Fremdenlegion (Bethsabée)
- 1948: Eifersucht (Bagarres)
- 1950: Gangster der Luft (Les aventuriers de l‘air)
- 1951: An der Riviera (On the Rivera)
- 1951: Hübsch, jung und verliebt (Rich, Young and Pretty)
- 1953: Versailles – Könige und Frauen (Si Versailles m’était conté)
- 1953: Der Arzt und das Mädchen (Le guérisseur)
- 1953: Alarm im Süden (Alerte au Sud)
- 1954: Geschlossene Gesellschaft (Huis clos)
- 1955: Die Liebe der Lady Chatterley (L’amant de Lady Chatterley)
- 1957: Die Elenden (Les misérables)
- 1957: Falsches Geld und echte Kurven (Paris Holiday)
- 1957: Morphium, Mord und kesse Motten (Ces dames préfèrent le mambo)
- 1957: Der Fuchs von Paris
- 1958: Auferstehung
- 1958: Die großen Familien (Les grandes familles)
- 1959: Der Sturm bricht los (Le vent se lève)
- 1960: Es geschah in Athen (It Happened in Athens)
- 1960: Call-Girls (I Piaceri del sabato notte)
- 1962: Die sieben Todsünden (Les sept péchés capitaux)